# Copa de Islas Cook
La Copa de Islas Cook es un torneo de fútbol, organizado por la Asociación de Fútbol de Islas Cook.

## Sistema de competición
El torneo, que se disputa una vez finalizada la temporada de la Primera División de las Islas Cook, está integrado por tres rondas, las cuales se juegan por eliminación directa a un solo partido. Por ser 7 clubes los participantes, el campeón de la Primera División de las Islas Cook clasifica directamente a semifinales.

## Palmarés[1]
| Temporada | Campeón              | Resultado        | Finalista            |
| --------- | -------------------- | ---------------- | -------------------- |
| 1950      | Titikaveka FC        |                  |                      |
| 1951-1977 | Desconocido          | Desconocido      | Desconocido          |
| 1978      | Tupapa Maraerenga FC |                  |                      |
| 1979      | Titikaveka FC        |                  |                      |
| 1980      | Matavera FC          |                  |                      |
| 1981      | Avatiu FC            |                  |                      |
| 1982      | Avatiu FC            |                  |                      |
| 1983      | Nikao Sokattack FC   |                  |                      |
| 1984      | Titikaveka FC        |                  |                      |
| 1985      | Arorangi FC          |                  |                      |
| 1986-90   | Desconocido          | Desconocido      | Desconocido          |
| 1991      | Takuvaine FC         |                  |                      |
| 1992      | Avatiu FC            |                  |                      |
| 1993      | Avatiu FC            |                  |                      |
| 1994      | Avatiu FC            |                  |                      |
| 1995      | Avatiu FC            |                  |                      |
| 1996      | Avatiu FC            |                  |                      |
| 1997      | Avatiu FC            |                  |                      |
| 1998      | Teau-o-Tonga FC      |                  |                      |
| 1998–99   | Tupapa Maraerenga FC |                  |                      |
| 1999–00   | Tupapa Maraerenga FC |                  |                      |
| 2000      | Avatiu FC            | 3 - 1            | Nikao Sokattack FC   |
| 2001      | Tupapa Maraerenga FC | 5 - 1            | Avatiu FC            |
| 2002      | Nikao Sokattack FC   | 3 - 2            | Tupapa Maraerenga FC |
| 2003      | Nikao Sokattack FC   | 3 - 1            | Tupapa Maraerenga FC |
| 2004      | Tupapa Maraerenga FC | 3 - 3 (3-1 pen.) | Nikao Sokattack FC   |
| 2005      | Nikao Sokattack FC   |                  |                      |
| 2006      | Takuvaine FC         | 0 - 0 (4-1 pen.) | Nikao Sokattack FC   |
| 2007      | Nikao Sokattack FC   | venció a         | Tupapa Maraerenga FC |
| 2008      | Nikao Sokattack FC   |                  |                      |
| 2009      | Tupapa Maraerenga FC | 1 - 0            | Nikao Sokattack FC   |
| 2010      | Nikao Sokattack FC   | 2 - 2 (4-3 pen.) | Tupapa Maraerenga FC |
| 2011      | Nikao Sokattack FC   | 1 - 0            | Tupapa Maraerenga FC |
| 2012      | Nikao Sokattack FC   | 1 - 1 (3-2 pen.) | Tupapa Maraerenga FC |
| 2013      | Tupapa Maraerenga FC | 2 - 1            | Puaikura FC          |
| 2014      | Takuvaine FC         | 0 - 0 (3-2 pen.) | Tupapa Maraerenga FC |
| 2015      | Tupapa Maraerenga FC | 2 - 0            | Nikao Sokattack FC   |
| 2016      | Puaikura FC          | 6 - 2            | Avatiu FC            |
| 2017      | Puaikura FC          | 2 - 1            | Takuvaine FC         |
| 2018      | Tupapa Maraerenga FC | 3 - 2            | Nikao Sokattack FC   |
| 2019      | Tupapa Maraerenga FC | 2 - 2 (7-6 pen.) | Nikao Sokattack FC   |
| 2020      | Nikao Sokattack FC   | 2 - 1            | Tupapa Maraerenga FC |

## Títulos por club
| Club                              | Títulos | Años campeón                                                     |
| --------------------------------- | ------- | ---------------------------------------------------------------- |
| Tupapa Maraerenga FC              | 10      | 1978, 1998-99, 1999-00, 2001, 2004, 2009, 2013, 2015, 2018, 2019 |
| Nikao Sokattack FC                | 10      | 1983, 2002, 2003, 2005, 2007, 2008, 2010, 2011, 2012 , 2020.     |
| Avatiu FC                         | 9       | 1981, 1982, 1992, 1993, 1994, 1995, 1996, 1997, 2020             |
| Titikaveka FC                     | 3       | 1950, 1979, 1984                                                 |
| Takuvaine FC                      | 3       | 1991, 2006, 2014                                                 |
| Puaikura FC (incluye el Arorangi) | 3       | 1985, 2016, 2017                                                 |
| Matavera FC                       | 1       | 1980                                                             |
| Teau-o-Tonga FC                   | 1       | 1998                                                             |